# Marble River Park
Marble River Park är en park i Kanada.   Den ligger i Regional District of Mount Waddington och provinsen British Columbia, i den sydvästra delen av landet, 3 800 km väster om huvudstaden Ottawa. Marble River Park ligger 51 meter över havet.
Terrängen runt Marble River Park är kuperad åt sydost, men åt nordväst är den platt. Havet är nära Marble River Park åt nordväst. Trakten runt Marble River Park är nära nog obefolkad, med mindre än två invånare per kvadratkilometer.. Närmaste större samhälle är Port Alice, 18,5 km söder om Marble River Park. 
I omgivningarna runt Marble River Park växer i huvudsak barrskog.